# Куїнджентоле
Куїнджентоле (італ. Quingentole) — муніципалітет в Італії, у регіоні Ломбардія, провінція Мантуя.
Куїнджентоле розташоване на відстані близько 370 км на північ від Рима, 160 км на схід від Мілана, 28 км на південний схід від Мантуї.
Населення — 1217 осіб (2014).

## Демографія
Населення за роками:

Станом на 1 січня 2023 року в муніципалітеті офіційно проживало 90 іноземців з 16 країн, серед них 18 громадян країн Євросоюзу та 3 громадяни України.

## Сусідні муніципалітети
- П'єве-ді-Коріано
- Куїстелло
- Сківенолья
- Серравалле-а-По
- Сустіненте